# Ane Hansenová
Ane Hansenová (*9. září 1961, Akunnaaq) je grónská politička.

## Životopis

### Raná léta
Ane Hansenová se narodila 9. září 1961 jako dcera lodníka Pitannguaqa Hansena a kuchařky Judithe Kochové. Absolvovala školu v Nuuku v roce 1981. V letech 1981 až 1987 pracovala jako asistentka v Aasiaatské nemocnici. Poté rok působila jako asistentka učitele v Ado Lyngep Atuarfia v Aasiaatu. Poté až do roku 1997 pracovala v Krizovém centru Qajaraq, které vedla od roku 1992.

### Začátky v politice
Poprvé se politicky angažovala, když v pouhých 23 letech kandidovala jako druhá zástupkyně Jense Geislera v parlamentních volbách v roce 1984. Ve volbách do grónského parlamentu v roce 1987 definitivně kandidovala, ale nezískala poslanecký mandát. V komunálních volbách v roce 1989 byla poprvé zvolena do obecní rady v Aasiaatu. V parlamentních volbách v roce 1991 kandidovala pouze jako druhá náměstkyně. V komunálních volbách v roce 1993 mandát v obecní radě obhájila a získala post zástupkyně starosty za Knudem Sørensenem. V parlamentních volbách v roce 1995 získala třetí největší počet hlasů z osmi kandidátů ve svém volebním obvodu, to však ke zvolení do Grónského parlamentu nestačilo. V komunálních volbách v roce 1997 byla znovu zvolena, a tak vykonávala funkci starostky své obce až do roku 2001.

### Poslankyně, starostka a ministryně
Po skončení starostenského mandátu kandidovala v parlamentních volbách v roce 2002 a byla poprvé úspěšně zvolena do Grónského parlamentu. Kandidovala také ve volbách do Folketingu v roce 2001, ale nebyla zvolena. V komunálních volbách v roce 2005 získala více než čtvrtinu všech hlasů, a měla se opět stát starostkou za stranu Inuit Ataqatigiit, která získala sedm z jedenácti křesel v městské radě. Hned po volbách však Leo Rosing a Enok Sandgreen stranu opustili a vytvořili koalici se stranami Atassut a Siumut, přičemž Enok Sandgreen se stal starostou.
V parlamentních volbách v roce 2005 obhájila mandát. V komunálních volbách v roce 2008 byla zvolena do rady kraje Qaasuitsup. V parlamentních volbách v roce 2009 mandát obhájila a v roce 2009 byla jmenována ministryní rybolovu, lovu a zemědělství v Kleistově vládě, kterou zůstala až do konce volebního období v roce 2013. V parlamentních volbách v roce 2013 a v komunálních volbách v roce 2013 byla znovu zvolena, stejně jako v parlamentních volbách v následujícím roce a po komunálních volbách v roce 2013 byla druhou místostarostkou Qaasuitsupu. V komunálních volbách v roce 2017 byla zvolena kandidátkou na starostku nově vzniklého kraje Qeqertalik. V komunálních volbách v roce 2021 ji porazil Peter Olsen, který se však starostenského postu vzdal ve prospěch Ane Hansenové, neboť byl jmenován ministrem v nově vzniklé Egedeho vládě.

## Ocenění
Dne 28. července 2013 jí byla udělena stříbrná medaile Nersornaat.